# Jean-Louis van Belle (réalisateur)
Pour les articles homonymes, voir Jean-Louis Van Belle et Van Belle.
Jean Vanbelle dit Jean-Louis van Belle, né le 2 mars 1939 à Paris, est un réalisateur, scénariste, acteur et producteur français. Décédé le 2 Avril 2021

## Filmographie

### Acteur
- 1969 : Bartleby de Jean-Pierre Bastid

### Scénariste et réalisateur
- 1965 : La Pierre et la Corde (court métrage)
- 1968 : Petit Pêcheur, petit poisson (court métrage)
- 1969 : Paris interdit
- 1971 : Perverse et Docile (Une femme tue)
  - Le Sadique aux dents rouges
- 1972 : Deux heures à vivre 
  - Les singes font la grimace (également connu sous le titre Tendre Papa)
  - Bastos ou Ma sœur préfère le colt 45 (également connu sous le titre La Guerre des espions)
  - Pervertissima
- 1974 : Dédé la tendresse
- 1976 : À l'ombre d'un été
- 1977 : Un tueur, un flic, ainsi soit-il

### Assistant réalisateur
- 1968 : La Louve solitaire d'Édouard Logereau